# Teleosphecia unicolor
Teleosphecia unicolor är en fjärilsart som beskrevs av Walker 1864. Teleosphecia unicolor ingår i släktet Teleosphecia och familjen glasvingar. Inga underarter finns listade i Catalogue of Life.